# Casa de locuit de pe str. Constantin Negruzzi, 27 (Orhei)
Casa de locuit de pe str. Constantin Negruzzi, 27 este o clădire amplasată pe str. Constantin Negruzzi, 27 în Orhei, Republica Moldova. Este un monument arhitectural de importanță națională inclus în Registrul monumentelor Republicii Moldova ocrotite de stat cu nr. 981 (raionul Orhei). Datează din anii 1930.